# عدنان أبو الهيجاء
عدنان محمد جبر أبو الهيجاء دبلوماسي فلسطيني، كان سفيرًا لدولة فلسطين على فترات مختلفة لدى موزمبيق، وموريتانيا والهند.

## حياته
في 29 أكتوبر 2005، عُين رئيسًا للبعثة الفلسطينية لدى موزمبيق ابتداءًا من 31 أكتوبر 2005، ولاحقًا في عام 2006 سلّم أوراق اعتماده واستمر في المنصب حتى عام 2009.
كما كان سفيرًا لدولة فلسطين لدى موريتانيا بين عامي 2009 و2014، وسفيرًا لدولة فلسطين لدى الهند منذ تقديمه أوراق اعتماده إلى الرئيس الهندي في 25 سبتمبر 2014 وحتى عام 2025.

## أوسمة
- في 19 أغسطس 2014، منحه الرئيس الموريتاني محمد ولد عبد العزيز وسام كوماندور.[3]